# Павличенко, Николай Иванович
Николай Иванович Павличенко (1926—1989) — советский старший сержант, командир отделения 462-го стрелкового полка, 168-й стрелковой дивизии, 42-й армии, 2-го Прибалтийского фронта. Полный кавалер Ордена Славы.

## Биография
Родился 24 сентября 1926 года в посёлке Шевченково, в крестьянской семье.
В 1940 году после окончания восьми классов работал в колхозе.
С 1942 года боец Путивльского партизанского отряда под руководством С. А. Ковпака.
С 1944 года призван в ряды РККА, воевал на Ленинградском, 3-м Прибалтийском и 2-м Прибалтийском фронтах — стрелок 4-й роты 462-го стрелкового полка 168-й стрелковой дивизии 42-й армии, вместе с полком принимал участие в Выборгской, Мадонской и Рижской операциях, участник Курляндского котла. За время этих боёв был четырежды ранен.
25 августа 1944 года рядовой Н. И. Павличенко в бою на восточном берегу озера Кишэзерс первым поднялся в атаку и в рукопашной схватке сразил трёх гитлеровцев и одного взял в плен. За это 29 августа 1944 года Указом Президиума Верховного Совета СССР Н. И. Павличенко был награждён Орденом Славы 3-й степени.
16 сентября 1944 года командир отделения ефрейтор Н. И. Павличенко со своим отделением в бою на правом берегу реки Огре под огнём пробрался к мосту и уничтожил вражеских подрывников, пытавшихся его взорвать, чем способствовал продвижению стрелковых подразделений и боевой техники полка. 15 октября 1944 года Указом Президиума Верховного Совета СССР Н. И. Павличенко был награждён Орденом Славы 2-й степени.
2 февраля 1945 года сержант Н. И. Павличенко во главе своего отделения у населённого пункта Дери в Латвии первым достиг вражеской траншеи и забросал врага гранатами, нанеся при этом ему большой урон, что помогло бойцам отделения очистить траншею. 29 июня 1945 года Указом Президиума Верховного Совета СССР Н. И. Павличенко был награждён Орденом Славы 1-й степени.
В 1947 году старший сержант Н. И. Павличенко бал демобилизован. Работал проходчиком на шахте «Кременная» в Луганской области.
Умер 4 февраля 1989 года в селе Песчаное Луганской области Украина.

## Награды
- Орден Славы I степени (1945)
- Орден Славы II степени (1944)
- Орден Славы III степени (1944)
- Орден Красного Знамени (1944)
- Орден Отечественной войны I степени (1985)
- Медаль «За отвагу» (СССР) (1944)